# Euxesta avala
Euxesta avala är en tvåvingeart som först beskrevs av Francis Walker 1849.
Euxesta avala ingår i släktet Euxesta och familjen fläckflugor. Inga underarter finns listade i Catalogue of Life.